# Río Catuche
El río Catuche nace en la fila maestra de la cordillera de la costa al pie de Las culebrillas a una altitud de 1807 m s. n. m. dentro de los linderos del parque nacional El Ávila, entre sus tributarios de su vertiente occidental se encuentran las quebradas El Cedro, Las Mayas, entra en la ciudad por la lares de Puerta de Caracas y después de cruzar parte de la ciudad desemboca en el río Guaire en San Agustín del Norte.

## Toponimia
El nombre del río Catuche deriva de la voz indígena toromayma que habitaban el área. Dicho vocablo era utilizado para designar al árbol de guanábana o guanábano  (Annona muricata)

## Historia
El río Catuche presenta carácter histórico para la ciudad de Caracas, debido a que desde tiempos de la fundación de la ciudad hasta el último cuarto del  siglo XIX sirvió de fuente de agua potable a la ciudad. adicionalmente a lo largo de sus curso se desarrolló la parroquia de La Pastora, populosa zona de la ciudad.
Desde los inicios de la construcción de los sistemas acueducto, de alcantarillado y cloacas de la ciudad durante el gobierno de Antonio Guzmán Blanco poco a poco y de forma continua la quebrada Catuche así como otros cursos de agua de la ciudad se fueron convirtiendo en grandes colectores de aguas servidas o negras que producían las urbanizaciones vecinas que se desarrollaron a lo largo de sus cursos dicho proceso de degradación de la calidad de las aguas de Catuche ha ocurrido desde finales del siglo XIX y siglo XX. 
A partir de 1994 se ha iniciado proyectos con la participación de las comunidades adyacentes a la quebrada Catuche   con el objeto de la recuperación y saneamiento de la aguas de la quebrada que aún están en desarrollo.
En 1997 se construyeron 32 apartamentos en la zona denominada Portillo. Posteriormente, en diciembre de 1999, una vaguada acabó con la mitad de las casas de la comunidad de Catuche.
El 17 de diciembre empezó el proyecto de sustitución de viviendas para los damnificados.

## Infraestructura histórica

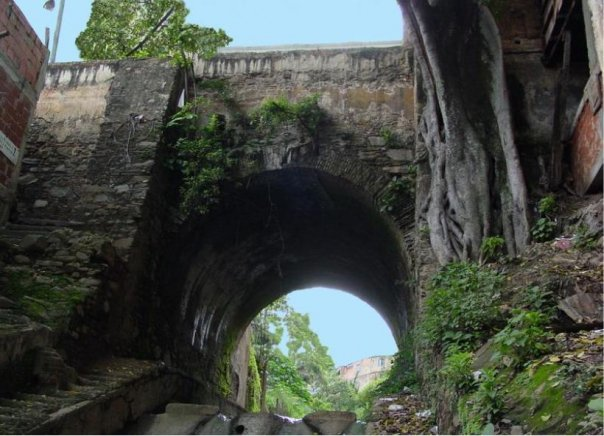
Puente Carlos III sobre el curso de Río Catuche en Caracas

Sobre el curso de este río se ha halla el puente Carlos III construido por Juan Domingo del Sacramento Infante quien también construyó el Puente La Trinidad sobre Quebrada  Caroata y la Iglesia de la Santísima Trinidad actual Panteón Nacional. Se inicia su construcción sobre el curso de Río Catuche cerca de 1772 por disposición del gobernador José Carlos de Agüero con fondos del Cabildo caraqueño; en la actualidad se considera patrimonio arquitectónico de la ciudad de Caracas,

## El arte y el río Catuche

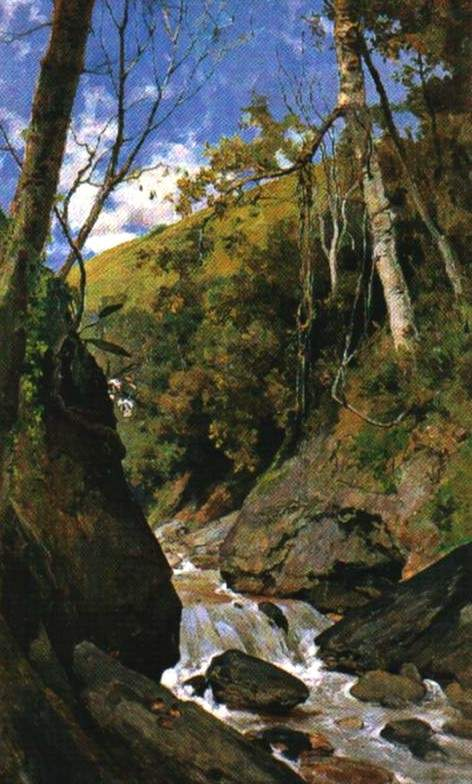
Cascada de Catuche (1898) Arturo Michelena, óleo sobre tela 101 x 61 cm

El río Catuche fue el modelo inspirador para el pintor venezolano Arturo Michelena en su obra titulada “Cascada de Catuche realizada hacia 1890, la obra es un óleo sobre tela de dimensiones 101 x 61 cm. En la obra se puede apreciar el impecable dibujo y la precisión de los detalles, un colorido naturalista y la una iluminación homogénea.

### Videos
- Youtube: Proyecto Río Guaire – Catuche

- Datos: Q6114962